# Nappina

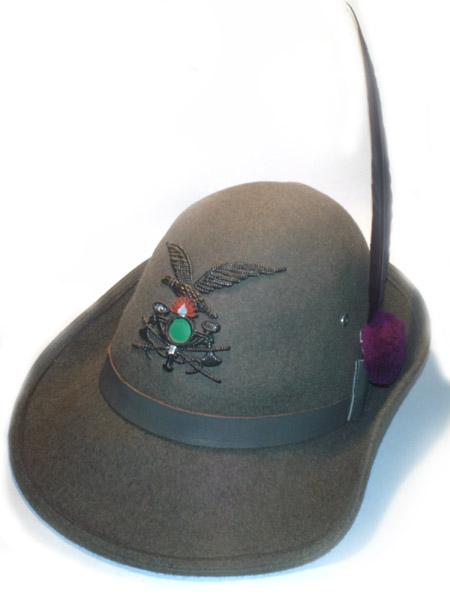
Il tipico cappello degli Alpini (nel caso specifico di un soldato, in ferma prefissata, appartenente alla truppa del genio guastatori, riconoscibile dalla nappina cremisi, dal tipo e dal colore del fregio)

La nappina, presente sulla sinistra del cappello, è il dischetto, a forma semi-ovoidale, nel quale viene infilata la penna. Per i militari di truppa, tale dischetto è formato di lana colorata su un'anima in legno.
Per gli ufficiali inferiori, superiori ed i sottufficiali, la nappina è in metallo dorato e, nei reparti del Piemonte e della Valle d'Aosta, porta al centro la croce sabauda.
Dal grado di generale di brigata in poi, il materiale utilizzato è invece il metallo argentato.
In origine il colore della nappina distingueva i battaglioni all'interno dei vari reggimenti, per cui il 1º battaglione di ciascun reggimento aveva nappina bianca, il 2° rossa, il 3° verde e, qualora vi fosse un 4º battaglione, azzurra. I colori erano quelli della bandiera italiana, più l'azzurro di casa Savoia.
In seguito si aggiunsero altre nappine con colori, numeri e sigle specifiche per le diverse specialità e i vari reparti.

## Le nappine degli ufficiali e sottufficiali
Ufficiali e sottufficiali portano una nappina metallica, decorata con tre cordoni in rilievo che circondano uno scudetto ovale a righe verticali (spesso confusa con quella di cavalleria che ha quattro cordoni); sulla sommità della nappina vi è una tulipa decorata con fiamme, dove si infila la penna.
Nel Regio Esercito lo scudetto della nappina era caricato da una croce di Savoia liscia. Tale croce, simbolo dell'ex casa regnante, non è più prevista in seguito all'avvento della Repubblica, ma per tradizione continua ad essere portata da alcuni Ufficiali e Marescialli, in particolare nei reparti di stanza in Piemonte e Valle d'Aosta.
Fino al 1933 il colore della nappina metallica, così come degli altri fornimenti dell'uniforme, era argentato per gli alpini e dorato per l'artiglieria da montagna.
Nel 1933 il colore delle fregerie venne unificato: dorato per tutte le armi, specialità e corpi, ad eccezione dei Generali che conservavano l'argento. Di conseguenza la nappine metalliche, in vigore da quell'anno fino ai giorni nostri, sono di colore:
- Argentato: per gli ufficiali generali;
- Dorato: per gli ufficiali superiori, ufficiali inferiori e sottufficiali.

## Le nappine dei battaglioni alpini
In origine il colore della nappina distingueva i battaglioni all'interno dei vari reggimenti, per cui il 1º battaglione di ciascun reggimento aveva nappina bianca, il 2° rossa, il 3° verde e, qualora vi fosse un 4º battaglione, azzurra. I colori erano quelli della bandiera italiana, più l'azzurro di casa Savoia. La distribuzione delle nappine all'interno dei reggimenti variò nel corso degli anni, in conseguenza ai vari riordinamenti organici ed al passaggio di alcuni battaglioni da un reggimento ad un altro, come esemplificato nelle tabelle sottostanti:
| reggimento | I battaglione     | II battaglione  | III battaglione | IV battaglione |
| ---------- | ----------------- | --------------- | --------------- | -------------- |
| 1º Alpini  | Ceva              | Pieve di Teco   | Mondovì         |                |
| 2º Alpini  | Borgo S. Dalmazzo | Dronero         | Saluzzo         |                |
| 3º Alpini  | Pinerolo          | Fenestrelle     | Exilles         | Susa           |
| 4º Alpini  | Ivrea             | Aosta           | Intra           |                |
| 5º Alpini  | Morbegno          | Tirano          | Edolo           | Vestone        |
| 6º Alpini  | Verona            | Vicenza         | Bassano         |                |
| 7º Alpini  | Feltre            | Pieve di Cadore | Belluno         |                |
| 8º Alpini  | Tolmezzo          | Gemona          | Cividale        |                |

| reggimento | 1º battaglione                                             | 2º battaglione                                             | 3º battaglione                                            | 4º battaglione                                        |
| ---------- | ---------------------------------------------------------- | ---------------------------------------------------------- | --------------------------------------------------------- | ----------------------------------------------------- |
| 1º Alpini  | - Ceva - Val Tanaro - Monte Mercantour                     | - Pieve di Teco - Valle Arroscia - Monte Saccarello        | - Mondovì - Val Ellero - Monte Clapier                    |                                                       |
| 2º Alpini  | - Borgo S. Dalmazzo - Val Stura - Monte Argentera - Cuneo  | - Dronero - Val Maira - Monte Bicocca                      | - Saluzzo - Val Varaita - Monviso                         |                                                       |
| 3º Alpini  | - Pinerolo - Val Pellice - Monte Granero                   | - Fenestrelle - Val Chisone - Monte Albergian - Courmayeur | - Exilles - Val Dora - Monte Assietta                     | - Susa - Val Cenischia - Moncenisio                   |
| 4º Alpini  | - Ivrea - Val d'Orco - Monte Levanna - Pallanza            | - Aosta - Val Baltea - Monte Cervino                       | - Intra - Val Toce - Monte Rosa                           |                                                       |
| 5º Alpini  | - Morbegno - Val d'Intelvi - Monte Spluga - Monte Mandrone | - Tirano - Valtellina - Monte Stelvio - Monte Tonale       | - Edolo - Valcamonica - Monte Adamello - Monte Ortler     | - Vestone - Val Chiese - Monte Suello - Monte Cavento |
| 6º Alpini  | - Verona - Val d'Adige - Monte Baldo                       | - Vicenza - Val Leogra - Monte Berico - Monte Pasubio      | - Bassano - Val Brenta - Sette Comuni                     |                                                       |
| 7º Alpini  | - Feltre - Val Cismon - Monte Pavione                      | - Pieve di Cadore - Val Piave - Monte Antelao              | - Belluno - Val Cordevole - Monte Pelmo - Monte Marmolada |                                                       |
| 8º Alpini  | - Tolmezzo - Val Tagliamento - Monte Arvenis               | - Gemona - Val Fella - Monte Canin                         | - Cividale - Val Natisone - Monte Matajur - Monte Nero    |                                                       |

| reggimento                   | 1º battaglione    | 2º battaglione  | 3º battaglione | 4º battaglione     |
| ---------------------------- | ----------------- | --------------- | -------------- | ------------------ |
| 1º Alpini                    | Ceva              | Pieve di Teco   | Mondovì        |                    |
| 2º Alpini                    | Borgo S. Dalmazzo | Dronero         | Saluzzo        |                    |
| 3º Alpini                    | Pinerolo          | Fenestrelle     | Exilles        | Susa               |
| 4º Alpini                    | Ivrea             | Aosta           | Intra          |                    |
| 5º Alpini                    | Morbegno          | Tirano          | Edolo          |                    |
| 6º Alpini                    | Verona            |                 |                | Vestone            |
| 7º Alpini                    | Feltre            | Pieve di Cadore | Belluno        |                    |
| 8º Alpini                    | Tolmezzo          | Gemona          | Cividale       |                    |
| 9º Alpini                    | L'Aquila          | Vicenza         |                |                    |
| 11º Alpini                   | Bolzano           | Trento          | Bassano        |                    |
| Scuola Centrale di Alpinismo |                   |                 |                | Duca degli Abruzzi |
| 10º Granatieri               |                   |                 | Uork Amba      |                    |

| reggimento                   | 1º battaglione                                              | 2º battaglione                                      | 3º battaglione                                                           | 4º battaglione                        |
| ---------------------------- | ----------------------------------------------------------- | --------------------------------------------------- | ------------------------------------------------------------------------ | ------------------------------------- |
| 1º Alpini                    | - Ceva - Val Tanaro - Monte Mercantour                      | - Pieve di Teco - Valle Arroscia - Monte Saccarello | - Mondovì - Val Ellero - Monte Clapier                                   |                                       |
| 2º Alpini                    | - Borgo S. Dalmazzo - Val Stura - Monte Ischiatore          | - Dronero - Val Maira - Monte Bicocca               | - Saluzzo - Monviso                                                      |                                       |
| 3º Alpini                    | - Pinerolo - Val Pellice - Monte Granero                    | - Fenestrelle - Val Chisone - Monte Albergian       | - Exilles - Val Dora - Monte Assietta                                    | - Susa - Val Cenischia - Moncenisio   |
| 4º Alpini                    | - Ivrea - Val d'Orco - Monte Levanna                        | - Aosta - Val Baltea - Monte Cervino - Monte Bianco | - Intra - Val Toce - Monte Rosa                                          |                                       |
| 5º Alpini                    | - Morbegno - Val d'Intelvi - Monte Spluga                   | - Tirano - Valtellina - Monte Stelvio               | - Edolo - Valcamonica - Monte Adamello                                   |                                       |
| 6º Alpini                    | - Verona - Val d'Adige - Monte Baldo                        |                                                     |                                                                          | - Vestone - Val Chiese - Monte Suello |
| 7º Alpini                    | - Feltre - Val Cismon - Monte Pavione                       | - Pieve di Cadore - Val Piave - Monte Antelao       | - Belluno - Val Cordevole - Monte Marmolada                              |                                       |
| 8º Alpini                    | - Tolmezzo - Tolmezzo bis - Val Tagliamento - Monte Arvenis | - Gemona - Gemona bis - Val Fella - Monte Canin     | - Cividale - Cividale bis - Val Natisone - Val Natisone bis - Monte Nero |                                       |
| 9º Alpini                    | - L'Aquila - L'Aquila bis - Val Pescara - Monte Maiella     | - Vicenza - Vicenza bis - Val Leogra - Monte Berico |                                                                          |                                       |
| 11º Alpini                   | - Bolzano - Val Venosta                                     | - Trento - Val Fassa - Monte Cauriol                | - Bassano - Val Brenta                                                   |                                       |
| Scuola Centrale di Alpinismo |                                                             |                                                     |                                                                          | - Duca degli Abruzzi - Monte Cervino  |
| 10º Granatieri               |                                                             |                                                     | - Uork Amba                                                              |                                       |

| reggimento           | 1º battaglione  | 2º battaglione  | 3º battaglione | 4º battaglione |
| -------------------- | --------------- | --------------- | -------------- | -------------- |
| 4º Alpini            | Mondovì         | Aosta           | Saluzzo        | Susa           |
| 5º Alpini            | Morbegno        | Tirano          | Edolo          |                |
| 6º Alpini            | Bolzano         | Trento          | Bassano        |                |
| 7º Alpini            | Feltre          | Pieve di Cadore | Belluno        |                |
| 8º Alpini            | Gemona          | Tolmezzo        | Cividale       | L'Aquila       |
| 11º Alpini d'arresto | Val Tagliamento | Val Fella       | Val Natisone   |                |
| 21º Alpini d'arresto | Val d'Adige     | Val Leogra      | Val Brenta     |                |
| 22º Alpini d'arresto |                 |                 | Valcamonica    | Val Chiese     |
| (autonomo)           | Val Cismon      |                 |                |                |

| brigata                | 1º battaglione         | 2º battaglione   | 3º battaglione     | 4º battaglione |
| ---------------------- | ---------------------- | ---------------- | ------------------ | -------------- |
| Taurinense             | Mondovì                |                  | Saluzzo            | Susa           |
| Orobica                | Morbegno               | Tirano           | Edolo              |                |
| Tridentina             | Bolzano                | Trento           | Bassano Val Brenta |                |
| Cadore                 | Feltre                 | Pieve di Cadore  | Belluno            |                |
| Julia                  | Gemona Val Tagliamento | Tolmezzo Vicenza | Cividale           | L'Aquila       |
| Scuola militare alpina |                        | Aosta            |                    |                |

| reggimento              | 1º battaglione | 2º battaglione  | 3º battaglione | 4º battaglione      |
| ----------------------- | -------------- | --------------- | -------------- | ------------------- |
| 2º Alpini               |                |                 | Saluzzo        |                     |
| 3º Alpini               |                |                 |                | Susa                |
| 4º Alpini Paracadutisti |                |                 |                | Monte Cervino Intra |
| 5º Alpini               | Morbegno       |                 |                |                     |
| 6º Alpini               |                |                 | Bassano        |                     |
| 7º Alpini               | Feltre         |                 |                |                     |
| 8º Alpini               | Gemona         |                 |                |                     |
| 9º Alpini               |                | Vicenza         |                | L'Aquila            |
| 11º Alpini              |                | Trento          |                |                     |
| 12º Alpini              |                | Pieve di Cadore |                |                     |
| 14º Alpini              |                | Tolmezzo        |                |                     |
| 15º Alpini              |                |                 | Cividale       |                     |
| 16º Alpini              |                |                 | Belluno        |                     |
| 18º Alpini              |                |                 | Edolo          |                     |
| Scuola militare alpina  |                | Aosta           |                |                     |

### Le nappine degli altri reparti alpini
Gli Alpini non appartenenti ai tradizionali battaglioni precedentemente elencati, portano la nappina blu piena oppure blu con tondino nero sul quale è riportata la sigla del comando o unità di appartenenza. Nel corso degli anni si sono succedute diverse nappine, seguendo l'evoluzione organica delle varie unità che venivano costituite o soppresse.
| nappina | descrizione                     | reparti |
|         | azzurra                         | Scuole - Scuola militare centrale di alpinismo (1934-1943) - Scuola militare alpina (1948-1998) - Centro addestramento alpino (1998-oggi) tutti gli altri reparti alpini, qualora sprovvisti di nappina specifica - Battaglioni complementari, presidiari, costieri, d'istruzione (1940-1943) - CAR e BAR alpini (1945-1975) - personale fuori corpo |
|         | blu, tondino nero, "CA" bianco  | supporti del 4º Corpo d'Armata alpino - Quartier generale / Reparto comando del 4 °C.A. alpino (1973-1997) - Compagnia alpini paracadutisti del 4 °C.A. alpino (1963-1991) - Compagnia alpini paracadutisti "Monte Cervino" (1991-1996) - Battaglione alpini paracadutisti "Monte Cervino" (1996-2004)                                               |
|         | blu, tondino nero, "TA" bianco  | supporti del Comando Truppe Alpine (Comalp) - Reparto comando del Comalp (1997-2001) - Reparto comando e supporti tattici "Tridentina" (2001-oggi) - 4º Reggimento alpini paracadutisti (2004-oggi) |
|         | blu, tondino nero, "TC" bianco  | Quartier generale del Comando Truppe Carnia (1960-1968) |
|         | blu, tondino nero, "TCC" bianco | Quartier generale del Comando Truppe Carnia-Cadore (1968-1975) |
|         | blu, tondino nero, "B" bianco   | supporti delle Brigate alpine - Plotoni comando di Brigata (1949-1958) - Quartieri generali di Brigata (1958-1975) - Reparti comando e trasmissioni di Brigata (1975-1993) - Reparti comando e supporti tattici di Brigata (1993-oggi) |
|         | blu, tondino nero, "D" bianco   | Depositi di Brigata (fino agli anni '50) |
|         | blu, tondino nero, "R" bianco   | supporti dei Reggimenti alpini - Compagnie comando reggimentali (1948-1975) - Compagnie mortai reggimentali (1948-1975) - Compagnie comando e servizi (1991-2001) - Compagnie comando e supporto logistico (2001-oggi) |
|         | blu, tondino nero, "C/C" bianco | Compagnie controcarri di Brigata (1975-1991) |

## Le nappine delle unità di frontiera, da posizione e d'arresto
Le unità della Guardia alla Frontiera avevano una caratteristica nappina metallica bicolore, verde con bordo di differenti colori secondo la specialità. Nel dopoguerra, le ricostituite unità di frontiera mantennero la nappina bicolore verde e rossa, ma in lana, che fu poi mantenuta dagli Alpini da Posizione e poi dagli Alpini d'Arresto. Nel 1963 gli Alpini d'Arresto presero il nome di alcuni dei preesistenti Battaglioni alpini "Valle", di cui ereditarono le nappine (v. sopra)
| nappina | descrizione                               | reparti                                              |
|         | verde, bordo rosso (nappina metallica)    | fanteria della guardia alla frontiera (1937-1943)    |
|         | verde, bordo giallo (nappina metallica)   | artiglieria della guardia alla frontiera (1937-1943) |
|         | verde, bordo amaranto (nappina metallica) | genio della guardia alla frontieria (1937-1943)      |
|         | verde con tondino rosso                   | raggruppamenti di frontiera (fanteria) (1952-1957)   |
|         | rossa con tondino verde                   | alpini da posizione (1957-1963)                      |

## Le nappine dell'Artiglieria da Montagna
L'Artiglieria da Montagna porta la nappina verde, con tondino nero (o in alcuni casi di altro colore) sul quale è riportato il numero della Batteria o la sigla identificativa del Comando o Reparto d'appartenenza. Fino al 1934 le stesse nappine erano di colore rosso. Nella tabella seguente sono riportate le sole nappine verdi, specificando con apposita nota quelle di cui esisteva la vecchia versione rossa.
| nappina | descrizione                           | reparti |
|         | verde, tondino nero, numero giallo    | Batterie di Artiglieria da Montagna (1934-oggi) (il numero corrisponde al numero ordinativo della Batteria) |
|         | verde, tondino nero, "RC" giallo      | Reparto Comando - Reparto comando di Reggimento (1934-1975) - Reparto comando di Gruppo (1934-1973) |
|         | verde, tondino nero, "RCR" giallo     | Reparto comando di Reggimento (variante della precedente) |
|         | verde, tondino nero, "RMV" giallo     | Reparto munizioni e viveri (1934-1945) |
|         | verde, tondino nero, "D" giallo       | Deposito di reggimento (1934-1945) |
|         | verde, tondino nero, "CG" giallo      | - Batterie comando e servizi di Gruppo (1973-1992) - Batterie comando e servizi di Reggimento (1992-2001) - Batterie comando e supporto logistico di Reggimento (2001-oggi) |
|         | verde, tondino giallo, "CA" nero      | Supporti di artiglieria del 4 °C.A. alpino - 4º Reggimento artiglieria pesante campale (1975-1986) - 4º Gruppo Artiglieria pesante campale "Pusteria" (1986-1991) - 184º Gruppo Artiglieria pesante campale "Filottrano" (1986-1991) - 4º Gruppo Specialisti Artiglieria "Bondone" (1975-1986) - 3º Gruppo Specialisti Artiglieria "Bondone" (1986-1991) |
|         | verde                                 | Scuole - ASC, ACS e AUC / SAUSA Foligno (anni 60-1981) - AUC / Scuola di Artiglieria Bracciano (1981-2001) e tutti gli altri reparti qualora sprovvisti di nappina specifica |
|         | verde, tondino bianco, numero giallo  | Batterie dei Gruppi carrellati di Artiglieria da Montagna (anni 50) |
|         | verde, tondino rosso, numero giallo   | Batterie dei Gruppi controcarro di Artiglieria da Montagna (anni 50) |
|         | verde, tondino azzurro, numero bianco | Batterie dei Gruppi contraerei leggeri di Artiglieria da Montagna (anni 50) |
|         | verde, tondino giallo, numero nero    | Batterie dei Gruppi mortai di Artiglieria da Montagna (anni 50) |

## Le nappine del Genio e delle Trasmissioni
Le unità del Genio e delle Trasmissioni appartenenti alle Truppe Alpine portano la nappina color cremisi; anche in questo caso possono comparire numeri o sigle identificative del reparto.
| nappina | descrizione                          | reparti |
|         | cremisi, tondino nero, numero bianco | Compagnie miste genio delle Divisioni alpine 1935-1939) (il numero corrisponde al numero ordinativo della Compagnia) |
|         | cremisi                              | tutte le unità del genio alpino (1939-1945) - Battaglioni misti genio delle Divisioni alpine - Battaglioni misti genio, artieri e guastatori autonomi - Compagnie miste genio e guastatori autonome unità del genio e trasmissioni delle Brigate alpine (1949-oggi) - Compagnie genio pionieri di Brigata (1949-1986) - Compagnie genio guastatori di Brigata (1986-2001) - 2° e 32° Reggimenti genio guastatori alpini (2001-oggi) - Compagnie trasmissioni di Brigata (1953-1975) unità del genio e delle trasmissioni già appartenenti al 4 °C.A. Alpino - 2º Reggimento genio guastatori (1997-oggi) - 2º Reggimento trasmissioni (1997-oggi) |
|         | cremisi, tondino nero, "CA" bianco   | unità del genio e delle trasmissioni supporti del 4 °C.A. Alpino - 2º Battaglione genio guastatori "Iseo" (1976-1995) - 4º Battaglione genio pionieri "Orta" (1976-1992) - 1º Reggimento genio pionieri (1992-1995) - 2º Reggimento genio guastatori (1995-1997) - 4º Battaglione trasmissioni "Gardena" (1976-1992) - 7ª Compagnia trasmissioni di C.A. (1976-1992) - 2º Reggimento trasmissioni (1992-1997) |

## Le nappine dei Servizi Logistici
I Servizi Logistici (Automobilistico, Sanità, Veterinari, Amministrazione, Commissariato, Sussistenza) portano la nappina viola, completata dalla sigla CA se supporti di Corpo d'Armata. Un caso particolare è il Servizio Chimico, in organico per qualche anno presso le Divisioni alpine, che aveva la nappina completamente nera.
| nappina | descrizione                      | reparti |
|         | viola                            | Servizi logistici delle Divisioni Alpine (1935-1943) Servizi logistici delle Brigate alpine (1949-2001) - Servizi logistici di Brigata (1949-1967) - Comando unità servizi di Brigata (1956-1967) - Raggruppamento servizi di Brigata (1967-1976) - Battaglione logistico di Brigata (1976-2001) - Reparto sanità aviotrasportabile della Brigata alpina "Taurinense" (1976-2001) Reggimenti logistici già appartenenti al 4 °C.A. alpino o di supporto generale - 24º Reggimento logistico di manovra "Dolomiti" (1997-2001) - 24º Reggimento di manovra (2001-oggi) - 1º Reggimento di manovra (2011-oggi) |
|         | viola, tondino nero, "CA" bianco | servizi logistici del 4 °C.A. Alpino - 4° Autogruppo di C.A. "Claudia" (1976-1986) - 4* Reparto RRR di C.A. (1986-1981) - 4º Battaglione logistico di manovra (1981-1986) - 24º Battaglione logistico di manovra "Dolomiti" (1986-1992) - 24º Reggimento logistico di manovra "Dolomiti" (1992-1997) |
|         | nera                             | Servizio chimico delle Divisioni alpine (1938-1943) |

## Le nappine degli Ufficiali e Sottuficiali
| nappina | descrizione                     | reparti |
|         | argentata con strisce verticali | Ufficiali Generali (1945-oggi)                                                                               |
|         | argentata con croce sabauda     | Ufficiali Generali (fino al 1945)                                                                            |
|         | dorata con strisce verticali    | Ufficiali Superiori (1945-oggi) Ufficiali Inferiori (1945-oggi) Marescialli (1945-oggi) Sergenti (2015-oggi) |
|         | dorata con croce sabauda        | Ufficiali Inferiori (fino al 1945) Ufficiali Inferiori (fino al 1945) Marescialli (fino al 1945)             |